# Gillbeea
Gillbeea es un género  de plantas con flores perteneciente a la familia Cunoniaceae.  El género comprende 4 especies descritas y de estas, solo 3 aceptadas.

## Taxonomía
El género fue descrito por Ferdinand von Mueller  y publicado en Fragmenta Phytographiæ Australiæ 5: 17. 1865. La especie tipo es: Gillbeea adenopetala

## Especies
- Gillbeea adenopetala
- Gillbeea papuana
- Gillbeea whypallana